# فقاقيع
فقاقيع مسلسل كوميدي يناقش قضايا اجتماعية في حلقات منفصلة، من بطولة الثنائي دريد لحام ونهاد قلعي، وإخراج نقولا أبو سمح، أنتج عام 1963.

## طاقم التمثيل

### أدوار رئيسة
- دريد لحام
- نهاد قلعي

### أدوار ثانوية
- رفيق السبيعي
- طلحت حمدي
- ملك سكر
- سعاد كريم
- سمير معلوف
- البير سابا
- كمال وجدي
- إيلي ضاهر
- ديب صابات
- زين الصيداني
- قصدي شريف
- يوسف فخري
- ميشلين ضو

## مواضيع الحلقات
- مكتب تسهيل المصالح الزوجية.

- المقص المسنون.

- نفاق المجتمع.

- موظف نشيط.

- العلم نور.

- حظ.. بيفلق الصخر!

- قلع ضرس.

- الفقيد الغالي.

- عيد الام.

- مشفى الأحلام السعيدة.

- مهندس عشي.

- سوء تفاهم.

- الحلاق.

- صفقة رابحة.